# 埃丝特勒·卡斯卡里诺
埃丝特勒·卡斯卡里诺（法語：Estelle Cascarino；1997年2月5日—），法国女子职业足球运动员，司职后卫，目前效力于尤文图斯足球俱乐部和法国国家女子足球队。她曾代表法国参加2024年夏季奥林匹克运动会女子足球比赛。